# Yasin Ali Egal
Ali Egal Yasin (* 1. März 1991), auch in der Schreibweise Ali Igal Yasin oder Ali Yasin, ist ein ehemaliger somalischer Fußballspieler auf der Position eines Verteidigers. Er war zuletzt für den Banadir Sports Club und die somalische Fußballnationalmannschaft aktiv.

## Karriere

### Verein
Seine Karriere auf Vereinsebene verbrachte Yasin in seiner somalischen Heimat. Er begann seine Profikarriere im Jahr 2003 beim Erstligisten Elman FC in der Hauptstadt Mogadischu. Hier gewann er in seiner ersten Saison für den Verein auch seine erste Meisterschaft. 2006 wechselte er zum Ligakonkurrenten Banadir SC und schloss die Saison mit den Gewinn der Meisterschaft ab. Es folgten in der Saison 2008/09 und 2009/10 zwei weitere somalische Meistertitel im Trikot von Banadir. Im Jahr 2012 feierte Yasin am 6. November, mit einem 3:1-Sieg über Gegner Badbaado FC im General Da'ud Cup, seinen ersten Pokalerfolg. 2014 beendete er nach dem Gewinn seiner vierten Meisterschaft seine fußballerische Laufbahn.

### Nationalmannschaft
Sein Debüt für die Somalische Fußballnationalmannschaft gab Yasin am 16. November 2003 im Spiel gegen die Mannschaft aus Ghana. Bis zu seinen letzten Spiel am 28. November 2011 im Rahmen des CECAFA-Cup gegen Uganda, absolvierte er 18 A-Länderspiele im Trikot der Ocean Stars. Er führte die Mannschaft in einigen Spielen auch als Kapitän auf das Feld.

### Erfolge
- Somalischer Meister: 2003, 2006, 2009, 2010
- Somalischer Pokalsieger: 2012